# Berliner Brücke (Leipzig)
Die Berliner Brücke in Leipzig ist eine Brücke, die folgende vier Straßen über die Gleise der Strecken 6396 Leipzig Nord – Leipzig Bayerischer Bahnhof, 6411 Trebnitz–Leipzig und 5919 Eltersdorf–Leipzig und ein Ausziehgleis des ICE-Werkes Leipzig überführt, wobei die X-förmige Kreuzung der Straßen genau auf der Brücke liegt:
| Maximilianallee |                                             | Mockauer Straße   |
|                 | Kompassrose, die auf Nachbargemeinden zeigt |                   |
| Berliner Straße |                                             | Rackwitzer Straße |

Die heutige Brücke wurde von 1998 bis 2001 neu gebaut und ersetzte die alte, nicht mehr tragfähige und zu klein gewordene Brücke aus dem Jahre 1903. Die alte Brücke mit ihrem linksschiefen, genieteten Blechträgerrost wies am Ende einen sehr starken Verschleiß auf.

## Lage und Bedeutung
Die Berliner Brücke liegt nördlich des Leipziger Hauptbahnhofs auf der Grenze der drei Stadtbezirke Mitte, Nord und Nordost beziehungsweise folgender vier Ortsteile:
| Eutritzsch (Stadtbezirk Nord)    |                                             | Mockau (Stadtbezirk Nordost)     |
|                                  | Kompassrose, die auf Nachbargemeinden zeigt |                                  |
| Nordvorstadt (Stadtbezirk Mitte) |                                             | Schönefeld (Stadtbezirk Nordost) |

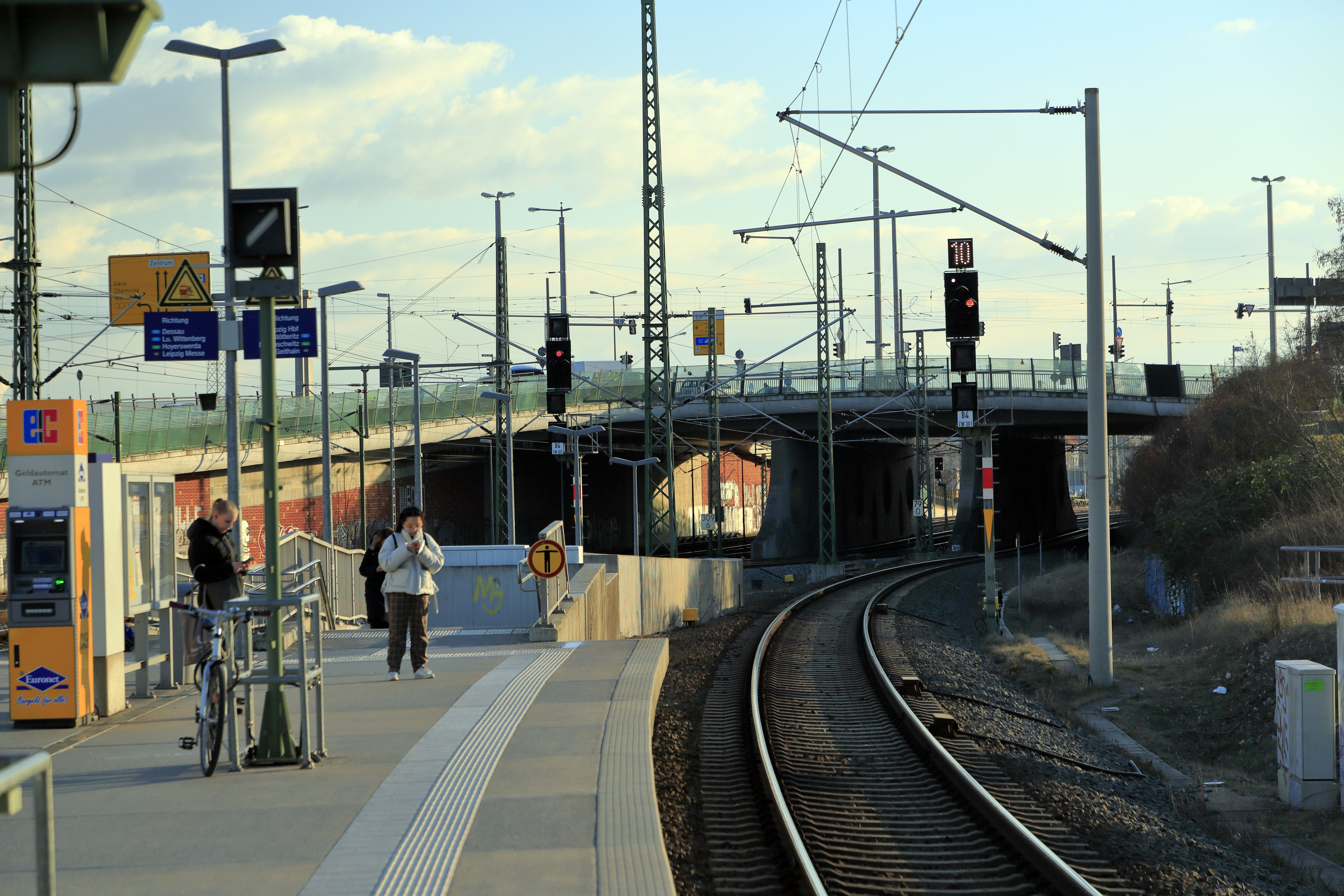
S-Bahn-Haltepunkt Leipzig Nord mit Berliner Brücke im Hintergrund

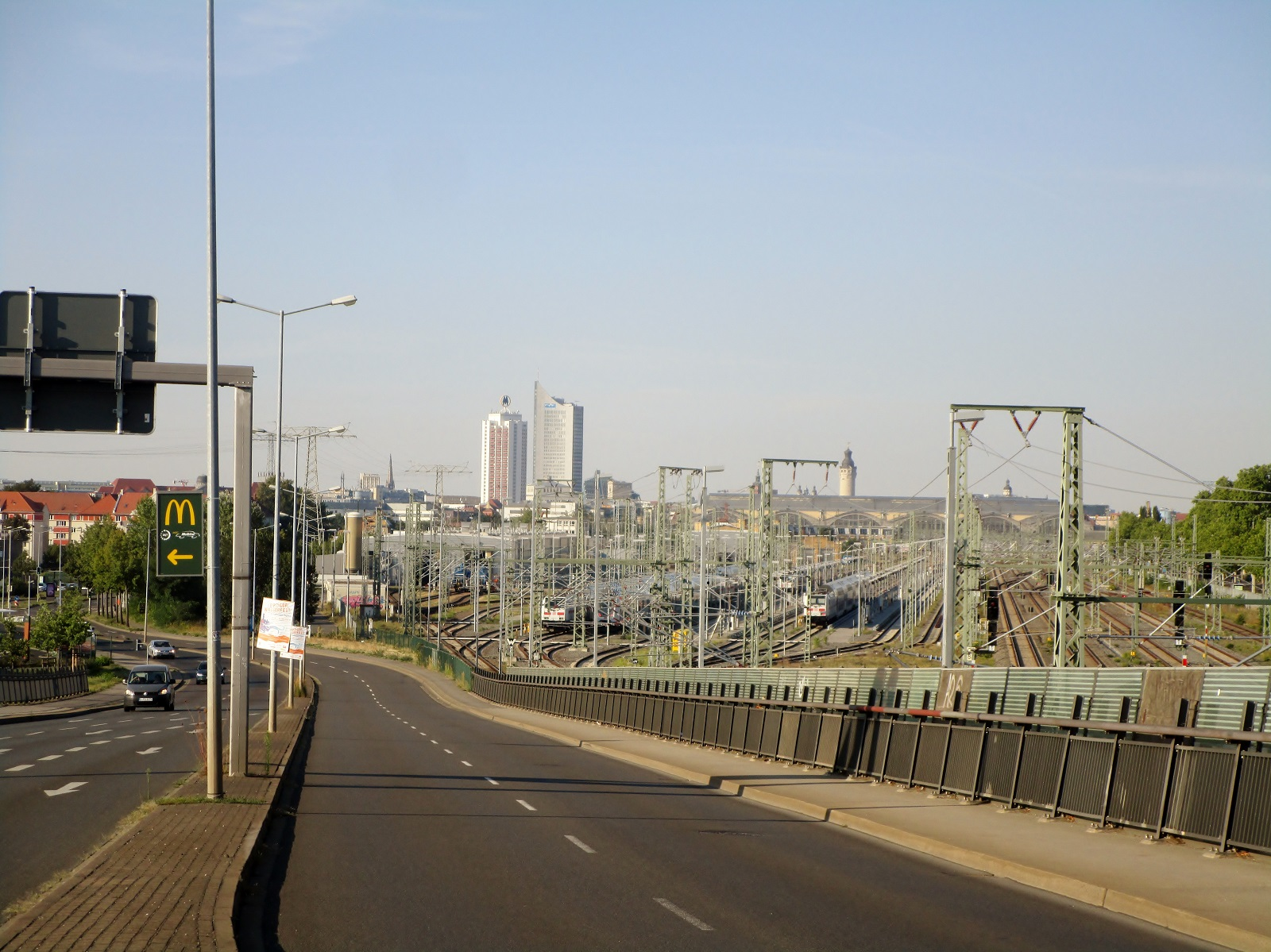
Auffahrt der Rackwitzer Straße auf die Berliner Brücke

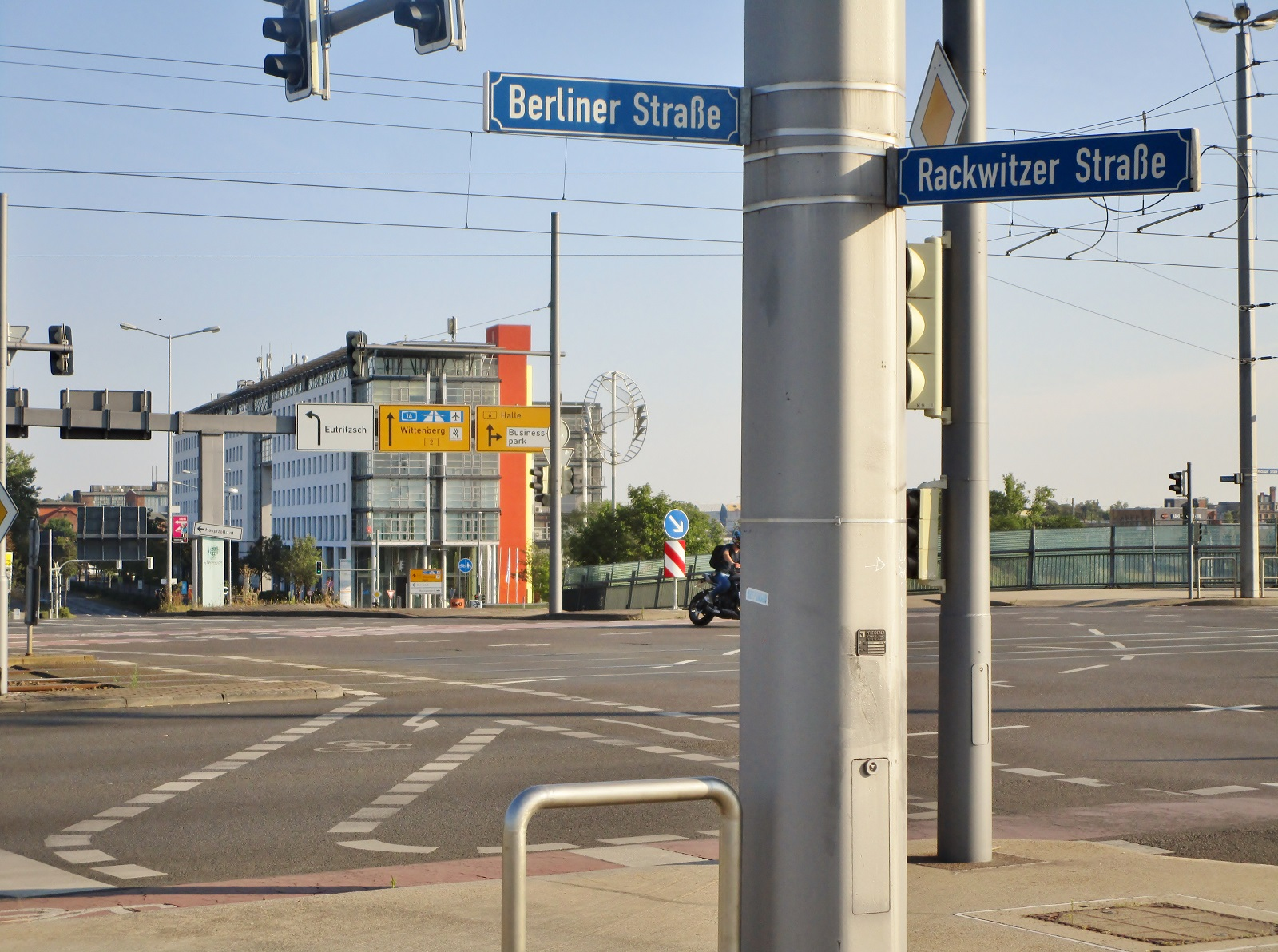
Straßenkreuzung auf der Berliner Brücke

Die Berliner Brücke verbindet diese vier Ortsteile miteinander und hat darüber hinaus eine noch weiter gehende überörtliche Bedeutung:
- die Relation Maximilianallee – Rackwitzer Straße bildet einen Teilabschnitt der Bundesstraße 2
- die Brücke ist Teil des Tangentenvierecks, einer ringförmigen Straßenverbindung in Leipzig, und liegt im Nordosten des Tangentenvierecks, siehe dazu auch: Mittlerer Ring (Leipzig)
- die Brücke überwindet die trennende Wirkung der Eisenbahnlinien zwischen den westlich und den östlich von ihr gelegenen Ortsteilen
- die Brücke überführt die Straßenbahnlinie 9 von Connewitz nach Thekla und die Buslinie 90 von Wahren nach Paunsdorf
- direkt angrenzend befindet sich der Haltepunkt Leipzig Nord der S-Bahn Mitteldeutschland, der mit der Inbetriebnahme des Citytunnels Leipzig 2013 neu errichtet worden ist
- die Straßen auf der Brücke sind mit Fuß- und Radwegen versehen, deren Nutzung jedoch nicht besonders komfortabel ist. Ergänzend wurde mit dem Bau der Brücke der kombinierte Fußgänger- und Radfahrertunnel (Theresientunnel) unter den Bahnanlagen erneuert, an den jetzt auch die S-Bahn-Station angebunden ist.

Straßenquerschnitt: Die vier Straßen sind vierstreifig, dazu kommen auf der Brücke die notwendigen Abbiegespuren und ein Geh- und Radweg in jede Richtung sowie zwei Straßenbahngleise in der Relation Berliner Straße – Mockauer Straße. Im Zusammenhang mit dem Bau der Brücke waren insgesamt 690 Meter lange Rampen zu errichten, um die Straßen auf das Höhenniveau der Brücke zu führen. Wegen des nur beschränkt zur Verfügung stehenden Platzes wurden die Rampen größtenteils beidseitig mit Winkelstützwänden eingefasst (Die Gesamtkosten beliefen sich deshalb nicht nur auf die oben angegebenen 40 Mio. DM, sondern summierten sich auf 97,3 Mio. DM).

## Gründe für den Neubau
Ende des 20. Jahrhunderts musste die Brücke wegen der Erweiterungsabsichten der Bahn und wegen ihres Bauzustandes abgerissen und durch einen Neubau ersetzt werden. Wegen mangelnder Tragfähigkeit war die alte Brücke zum Schluss nur noch für den Rad- und Fußverkehr zugelassen. Im zeitlichen Zusammenhang mit der Errichtung des neuen Messegeländes im Norden der Stadt wurde die Maximilianallee gebaut, um die Delitzscher Straße zu entlasten. Ebenso wurde die Rackwitzer Straße neu gebaut, die mit ihrer Verlängerung bis zur Prager Straße den östlichen Teil des Tangentenvierecks bildet. Zusätzlich musste die Brückenöffnung für den Bau des Haltepunktes Leipzig Nord aufgeweitet und die vorher knappe Höhe der Öffnung vergrößert werden.

## Besonderheiten
Betoniervorgang
Aufgrund des starken Zugverkehrs auf den drei Strecken (238 Zugfahrten am Tag) konnten die Arbeiten im gleisnahen Bereich nur in nächtlichen Sperrzeiten der Bahn von circa drei Stunden erfolgen. Um ein kontinuierliches und reibungsloses Betonieren des Überbaus sicherzustellen, erfolgte dieser in einem Stück an einem verlängerten Wochenende im April 2000. Dafür waren 80 Fahrmischer im Umlaufverfahren und 180 Angestellte des Bauunternehmens im Zweischichtbetrieb im Einsatz. Das Betonieren konnte nach 46 Stunden abgeschlossen werden.
Gestaltung
Die Gestaltungsidee nimmt die spitzen, konkaven Radien des Verkehrsknotenpunktes über dem Bahngelände auf und betont die Rundungen der Brücke. Die Außenkante des Überbaus wurde mit großzügigen, statisch sinnvollen Radien ausgerundet. Der Überbau liegt auf wandartigen Pfeilerscheiben auf, die im sichtbaren Bahnbereich aus gestalterischen Gründen von elliptischen Öffnungen durchbrochen sind. Dadurch wird der Tunneleffekt für die Bahnreisenden abgeschwächt.
Theresientunnel
Die Länge des Tunnels für den Rad- und Fußverkehr unter den Gleisanlagen betrug vor Beginn der Bauarbeiten 47,50 Meter, die lichte Weite 6 Meter. Während der Bauzeit der Brücke musste der Fußgängerverkehr durch den Tunnel aufrechterhalten werden, da er auf einer Strecke von mehreren Kilometern die einzige Querungsmöglichkeit der Bahngleise darstellte. Im Zusammenhang mit dem Bau der Brücke und im Vorgriff auf den späteren Bau des S-Bahn-Haltepunktes wurde der Tunnel auf der Westseite auf 79,30 Meter verlängert. „Die Fundamente (…) wurden dabei so geplant, dass bei einer späteren Erneuerung (…) die Vergrößerung der lichten Höhe auf 2,50 m problemlos ermöglicht werden kann“.

## Umgebung

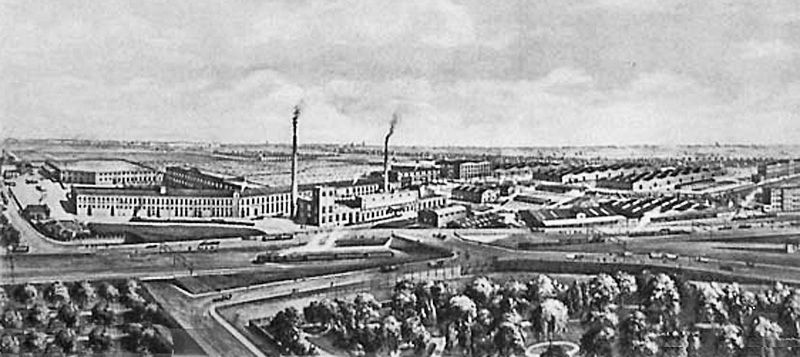
Vorne die alte Berliner Brücke, dahinter die Leipziger Wollkämmerei 1922

- Im Südosten des Bauwerks befand sich die Leipziger Wollkämmerei, die seine Lage auch beim Neubau beeinflusste. Sie wurde später abgerissen und dafür das Gewerbegebiet Berliner Brücke neu entwickelt.[4]
- Im Südwesten des Bauwerks befindet sich Leipziger Nordfriedhof, der das zur Verfügung stehende Baufeld zusätzlich einengte.
- Im Nordwesten wurde an der Maximilianallee bereits von 1993 bis 1995 unter der Bezeichnung Businesspark Leipzig ein 200 Meter langer, achtgeschossiger Baukörper mit Büros errichtet.[5] 2022 wird bekannt, dass in diesem Bereich auf der Eutritzscher Seite der Bahn ein weiterer Bürokomplex und auf der anderen Seite ein Wohnkomplex, das Mockauer Tor, entstehen soll. Selbst ein schlankes Hochhaus mit bis zu 60 Metern Höhe wäre möglich – aber dafür gibt es noch keinen Investor.[6]